# Golf de Saint-Saëns
Le golf de Saint-Saëns est un parcours de golf situé à Saint-Saëns (Seine-Maritime) entre Rouen et Dieppe. 
Construit à la fin des années 1980 dans un parc de 80 hectares au cœur de la forêt d'Eawy, il fut tout d'abord destiné à une clientèle privée, géré par une association de membres.
En 1995, il est repris par le groupe Partouche qui possède à proximité les casinos de Dieppe et Forges-les-Eaux et investit massivement pour développer le golf. 
Le club-house qui domine la vallée occupe le château du Vaudichon (construit en 1867 pour le négociant Édouard Leverdier ; du nom du hameau éponyme), avec, depuis 1999, 7 chambres à l'étage. En 2008, et face à une demande croissante de golfeurs étrangers (notamment Britanniques, Belges et Néerlandais), 14 nouvelles chambres sont ouvertes dans l'annexe, ancienne étable située sur le domaine.
Le golf accueillit durant 7 ans[Quand ?] l'open international de Normandie, épreuve professionnelle européenne.